# Mancy (Marne)
Mancy település Franciaországban, Marne megyében. Lakosainak száma 237 fő (2022. január 1.). Mancy Monthelon, Cuis, Grauves, Morangis és Moslins községekkel határos.

## Népesség
A település népességének változása:
| Lakosok száma | 176  | 277  | 276  | 246  | 268  | 257  | 253  | 246  | 243  | 237  |
|               | 1968 | 1982 | 1990 | 2006 | 2013 | 2015 | 2017 | 2019 | 2020 | 2022 |